# 圣玛丽亚-德尔卡米诺
圣玛丽亚-德尔卡米诺（西班牙語：Santa María del Camino）是西班牙巴利阿里群岛的一个市镇。总面积38平方公里，总人口4959人（2001年），人口密度131人/平方公里。